# Спектральні кольори

Кольоровий простір CIE xy.
Спектральні кольори це ті кольори, що знаходяться на зовнішній частині діаграми, що вигнута в формі підкови. Всі інші кольори не є спектральними: нижня пряма лінія це Лінія фіолетових кольорів або пурпурних кольорів, а в середині діаграми знаходяться насичені кольори, які утворені поєднанням різних спектральних кольорів або пурпурного кольору з білим, кольору, що є градацією сірого. Білий знаходиться в середині внутрішньої частини діаграми, оскільки змішування всіх кольорів світла утворює білий колір.

Спектральні кольори це такі кольори, які типовою людиною сприймаються різними при спостереженні світла з однією довжиною хвилі у видимому спектрі, або з відносно вузькою смугою довжин хвиль, що також називають монохроматичним світлом.  Кожна довжина хвилі видимого світла сприймається як деякий спектральний колір, в неперервному спектрі; кольори з достатньо близькими довжинами світла не розрізняються.
Спектр часто поділяють на іменовані кольори, хоча будь-який поділ є по суті умовним: спектр неперервний. До традиційних кольорів спектру відносять: червоний, помаранчевий, жовтий, зелений, блакитний, синій, і фіолетовий. 
Поділ спектру який використовував Ісаак Ньютон, в своєму колі кольорів, визначав такі кольори як: червоний, помаранчевий, жовтий, зелений, синій, індиго і фіолетовий. В сучасному поділі спектру колір індиго часто опускають. В англомовній літературі не враховують блакитний колір.
Для здатності розрізнювати спектральні і не спектральні кольори, необхідно мати як мінімум триколірне (трихматія) сприйняття кольорів: трихматія дає можливість сприймати відтінок і насиченість в хроматиці. В колірних моделях, які можуть представляти спектральні кольори, таких як CIELUV, спектральний колір має максимальну насиченість.